# Källviksbacken
Källviksbacken – skocznia narciarska w szwedzkim ośrodku narciarskim Källviken, około 5 kilometrów na południe od Falun, na której rozegrano konkursy Mistrzostw Świata w Narciarstwie Klasycznym 1954.
Skocznia została wybudowana w 1952 roku, na dwa lata przed organizacją przez Falun mistrzostw świata w narciarstwie klasycznym. W 1954 roku, podczas mistrzostw świata, na skoczni rozegrano zawody w kombinacji i skokach. Wśród dwuboistów najlepszy okazał się Sverre Stenersen, srebrny medal zdobył Gunder Gundersen, a brązowy – Kjetil Mardalen. Zawody zdominowali Norwegowie, którzy zajęli pięć pierwszych miejsc. W skokach mistrzem świata został Matti Pietikäinen, tytuł wicemistrza zdobył Veikko Heinonen, a brązowy medal wywalczył Bror Östman. 
W 1969 roku na Källviksbacken odbyły się zawody w ramach szwedzkich igrzysk narciarskich. Na początku lat 70. XX wieku skocznia została zburzona, a na jej terenie zbudowano trasę alpejską. Podczas Mistrzostw Świata w Narciarstwie Klasycznym 1974, których organizację także powierzono Falun, konkursy rozegrano już na nowo wybudowanych skoczniach w kompleksie Lugnet.
Rekordzistą skoczni Källviksbacken był Toralf Engan, który uzyskał 83 metry. Pojemność trybun znajdujących się wokół skoczni wynosiła 60 000 widzów.